# Progon de Kruja
Progon fue el primer gobernante albanés de nombre conocido, un arconte de la fortaleza de Kruja (Krujë moderno) y sus alrededores, territorio conocido en conjunto como Principado de Albanon o Arbër. Gobernó entre 1190 y 1198 y fue sucedido por sus dos hijos, Gjin y Demetrio.

## Vida
Según algunos historiadores, el señorío de Progon fue el primer estado albanés durante la Edad Media. Poco se sabe sobre el arconte Progon que fue el primer gobernante de la fortaleza de Kruja y sus alrededores, entre 1190 y 1198. La fortaleza de Kruja permaneció en manos de la Casa de Progon y Progon fue sucedido por sus dos hijos Gjin y Demetrio. Hacia 1204 Albanon era un principado autónomo del Imperio Bizantino. Progon es mencionado con sus dos hijos en una inscripción del monasterio de Santa María en Trifandina, Gëziq, en el norte de Albania. Los títulos arconte (ostentado por Progon) y panhypersebastos (ostetando por Demetrios) son una señal de su dependencia de Bizancio.

## Familia
- Gjin Progoni, gobernó entre 1198-1208
- Demetrio Progoni, gobernó entre 1208–1216, se casó con Komnena Nemanjić, la hija del Gran Príncipe de Serbia Stefan Nemanjić (reinó entre 1196 - 1228).[11][12][13] El matrimonio de Demetrio fue el resultado de su alianza y vasallaje a Serbia en medio de los conflictos del principado de Albanon con la República de Venecia.